# Therobia hervei
Therobia hervei är en tvåvingeart som först beskrevs av Joseph Charles Bequaert 1922.  Therobia hervei ingår i släktet Therobia och familjen parasitflugor. Inga underarter finns listade i Catalogue of Life.